# Mössebergs kyrka
Mössebergs kyrka, även Mössebergskyrkan, är en kyrkobyggnad som sedan september 2023 tillhör EFS Falköping. Från 2010 till augusti 2023 tillhörde kyrkan Mössebergs församling (tidigare Falköpings församling) inom Falköpings pastorat i Skara stift. Den ligger i sluttningen upp mot Mösseberg i västra delen av centralorten i Falköpings kommun.

## Kyrkobyggnaden
Kyrkan är ritad av arkitekt Anders Ekman och uppfördes 1960 i en för decenniet typisk tegelstil, där modernitet och tradition blandas. Planen är en långkyrka med ett brant skiffertäckt sadeltal, som i vissa delar är neddraget ända till marken. Klocktornet är asymmetriskt placerat.
Interiören har ett rikt ljusflöde från de höga fönstren på sydsidan. Väggarna är vitslammade, takbjälkarna av limträ är omålade och i koret är tegelväggen oputsad.
År 1989 renoverades kyrkan. Nytt innertak installerades för att förbättra akustiken, predikstolen flyttades för att ge plats åt en kororgel och bänkarna fick en mörk, rödbrun ton.

## Försäljning
Falköpings pastorat föreslog 2019 att kyrkan skulle säljas och definitivt beslut fattades i mars 2022. Kyrkan såldes till EFS Falköping, som äger den sedan september 2023.

## Inventarier
- Från början hade kyrkan ett glaskors, vilket numera hänger i triumfbågen.
- Sedan 1975 är kyrkans korvägg prydd av skulpturen Kristi återkomst, tillverkad av konstnären Harry Svensson i Fägre.

### Orgel
- Orgeln på läktaren i öster levererades 1961 av Herman Eule, Bautzen, DDR. Den är mekanisk och har en ljudande fasad. År 1979 byggdes den om av Smedmans Orgelbyggeri. Orgeln har två manualer och pedal.[4] Orgeln har följande disposition:[4]

| Man I. Huvudverk C-g3 | Man II. Bröstverk (sv) C-g3 | Pedal C-f1       | Koppel |
| --------------------- | --------------------------- | ---------------- | ------ |
| Principal 8'          | Gedackt 8'                  | Subbas 16'       | II/I   |
| Rörflöjt 8'           | Gemshorn 4'                 | Principalbas 8'  | II/P   |
| Oktava 4'             | Principal 2'                | Rorhpfeife 4'    | I/P    |
| Nasat 2 2/3'          | Sifflöjt 1'                 | Lbl. Posaune 16' |        |
| Spetsoktava 2'        | Sesquialtera 2 chor         |                  |        |
| Mixtur 4-5 chor       | Tonus fabri 2 chor          |                  |        |
| Tremulant             | Krumhorn 8'                 |                  |        |
|                       | Tremulant                   |                  |        |

- Kororgeln är tillverkad 1991 av Åkerman & Lund Orgelbyggeri. Den är utformad i postmodern stil med nio stämmor fördelade på manual och pedal.[5] Orgeln har följande disposition:[5]

| Manual (sv) C-g3 | Pedal C-f1 | Koppel  |
| ---------------- | ---------- | ------- |
| Principal 8' B/D | Subbas 16' | Man/Ped |
| Gedackt 8' B/D   |            |         |
| Salzinal 8' B/D  |            |         |
| Octava 4' B/D    |            |         |
| Rörflöjt 4' B/D  |            |         |
| Kvinta 3' B/D    |            |         |
| Octava 2' B/D    |            |         |
| Scharf II B/D    |            |         |

## Bilder

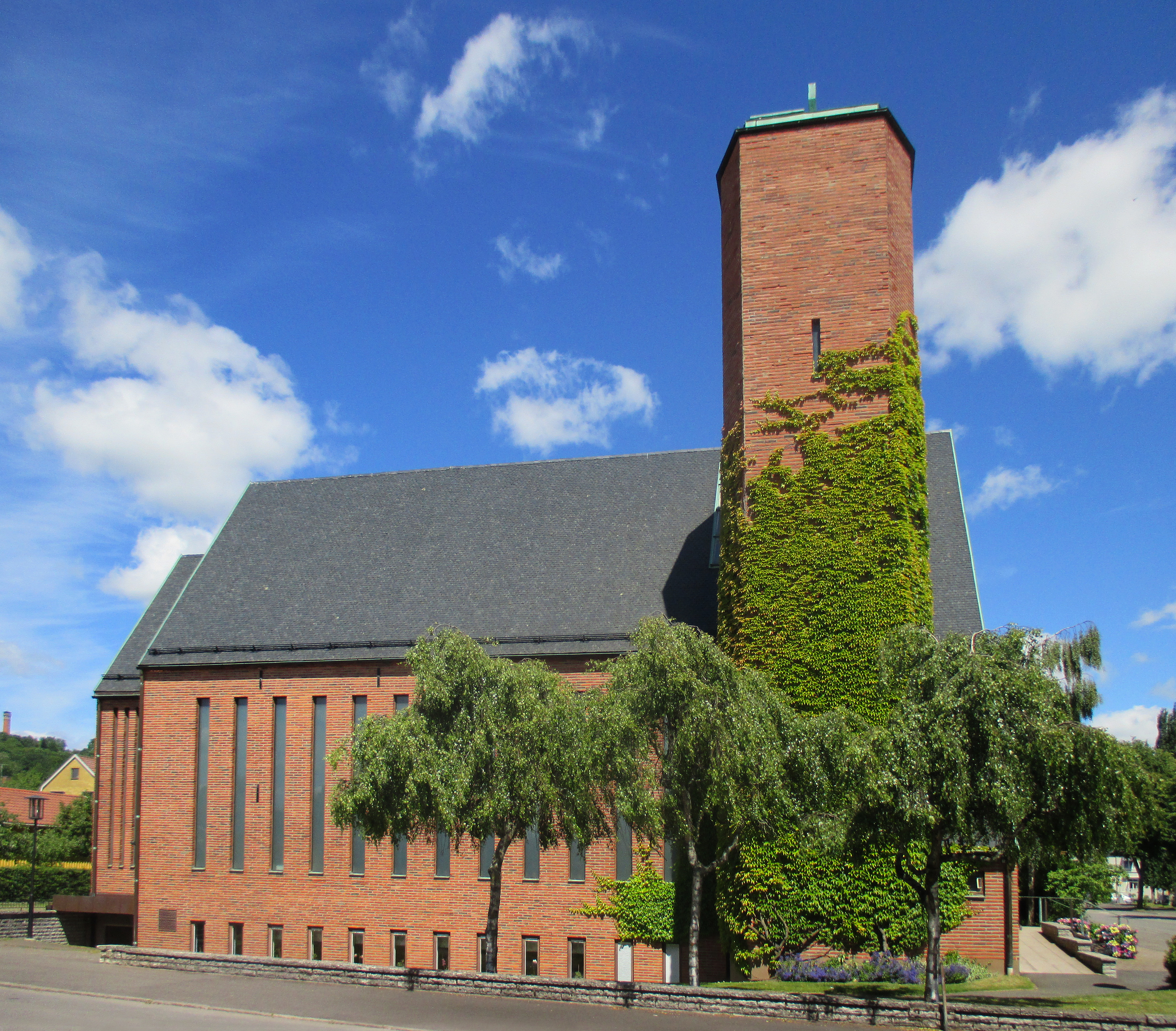
Exteriör.
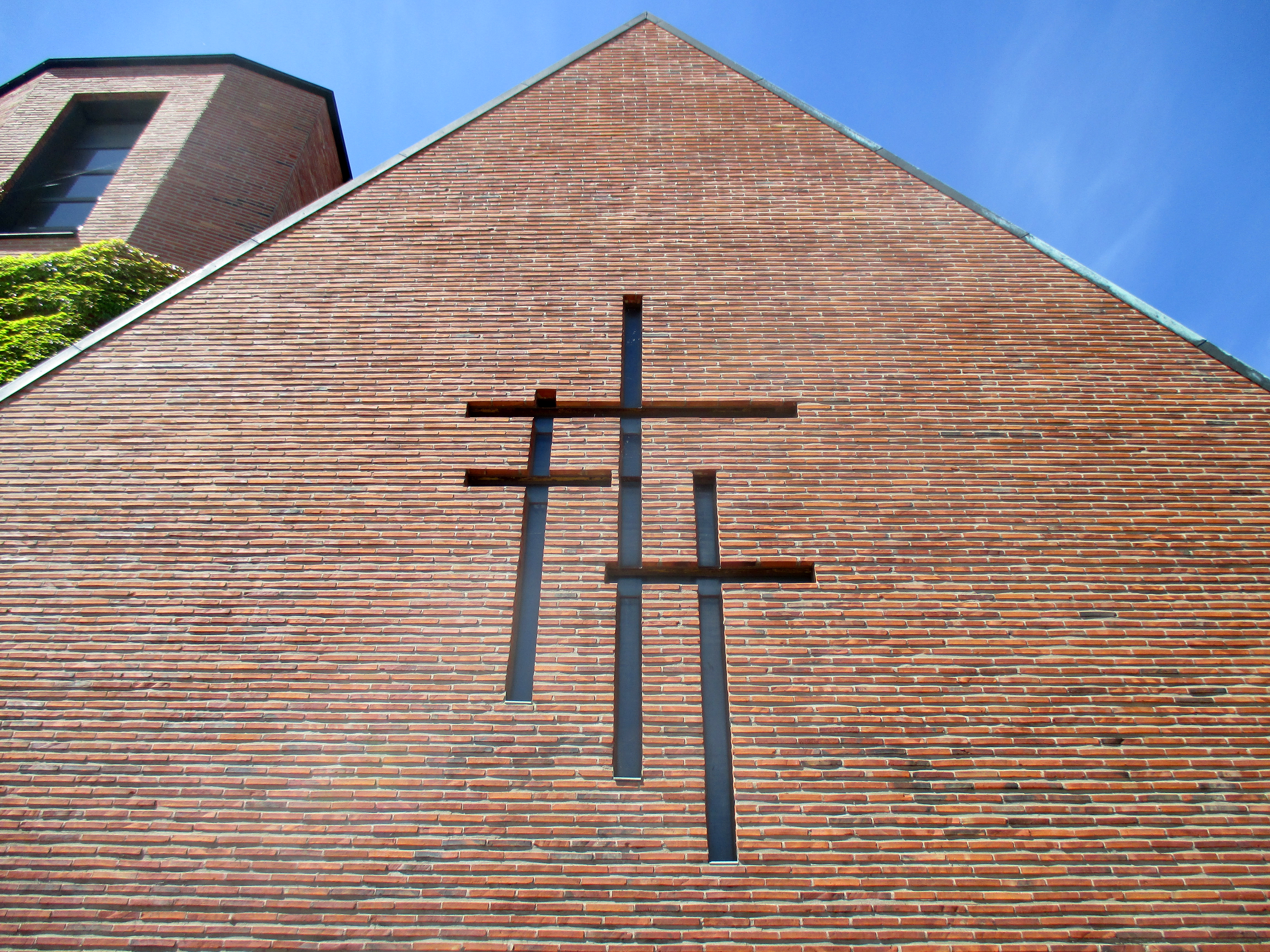
Fasaddetalj.
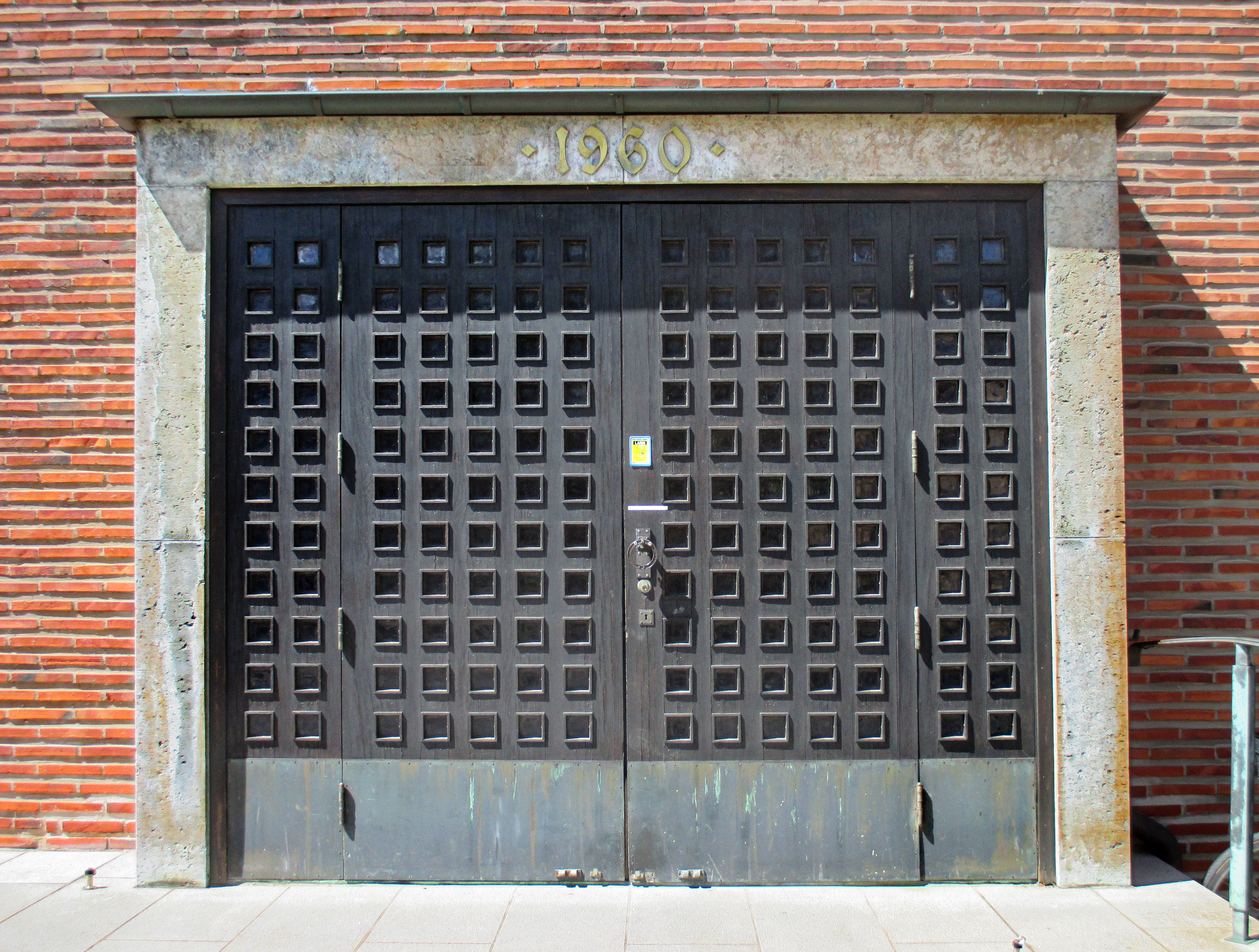
Port.
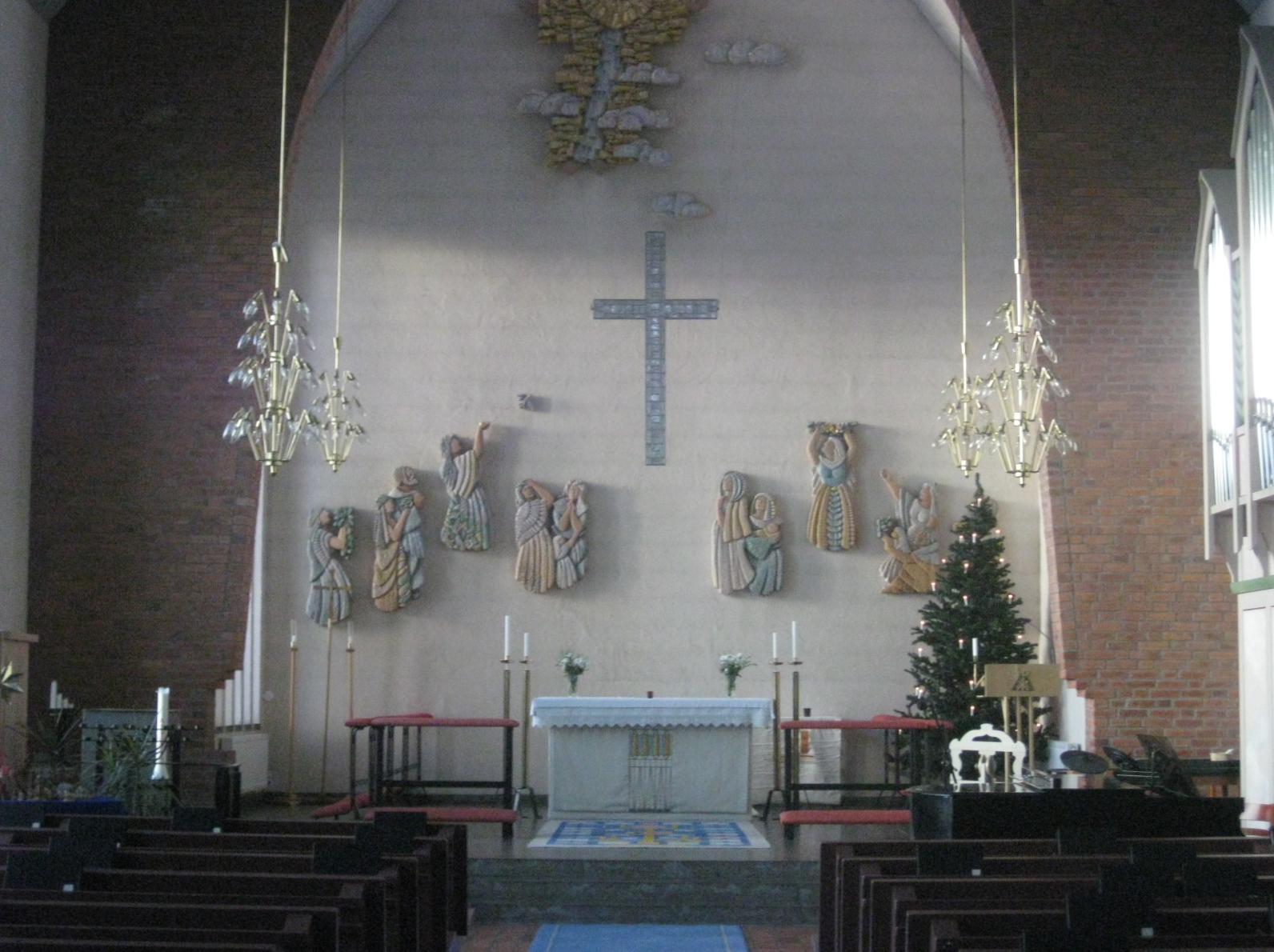
Interiör mot koret.